# Абрагамовце (округ Кежмарок)
Абрагамовце (словац. Abrahámovce) — село, громада в окрузі Кежмарок, Пряшівський край, північно-східна Словаччина. Кадастрова площа громади — 6,65 км².
Вперше згадується 1286 року як Abraham.

## Географія
Розташоване на південно—західних схилах Левоцьких гір у витоків Врбовского потоку, притоки р. Попрад.

## Населення
| Рік:            | 1994. | 2004.   | 2014.    | 2024. |
| --------------- | ----- | ------- | -------- | ----- |
| Кількість осіб: | 212   | 227     | 263      | 263   |
| Різниця:        |       | +7,07 % | +15,85 % | +0 %  |

| Рік:            | 2023. | 2024. |
| --------------- | ----- | ----- |
| Кількість осіб: | 263   | 263   |
| Різниця:        |       | +0 %  |

В селі проживає 248 осіб.
Національний склад населення (за даними останнього перепису населення — 2001 року):
- словаки — 99,54 %
- поляки — 0,46 %

Склад населення за приналежністю до релігії станом на 2001 рік:
- римо-католики — 98,17 %,
- греко-католики — 0,91 %,
- протестанти — 0,46 %,
- не вважають себе віруючими або не належать до жодної вищезгаданої церкви — 0,46 %

## Пам'ятки
У селі є римо-католицький костел св. Симона та Юди з першої половини 14 ст. з готичним вівтарем з переламу 14— 15 ст. автором якого є відомий різьбяр майстер Павол з Левочі.